# 郭同江
郭同江（1925年9月—2003年），男，广东东莞人，中国画家，曾任中国美术家协会理事。被誉“连环画一代宗师”。